# Puchar Albanii w piłce siatkowej mężczyzn (2024/2025)
Puchar Albanii w piłce siatkowej mężczyzn 2024/2025 – 70. edycja siatkarskiego Pucharu Albanii zorganizowana przez Albański Związek Piłki Siatkowej (alb. Federata Shqiptare e Volejbollit, FSHV). Rozpoczęła się 1 listopada 2024 roku.
Rozgrywki składały się z fazy grupowej, półfinałów i finału. Brały w nich udział wszystkie drużyny grające w Superlidze.
W fazie grupowej drużyny podzielone zostały na dwie grupy, w których rozegrały ze sobą po dwa mecze. Z każdej grupy dwa najlepsze zespoły awansowały do półfinałów. W półfinałach rywalizacja toczyła się w formule dwumeczów. Zwycięzcy półfinałów rozegrali mecz finałowy.
Finał odbył się 15 marca 2025 roku w Pałacu Sportu „Tamara Nikolla” (alb. 	Pallati i sportit „Tamara Nikolla”) w Korczy. Po raz piętnasty Puchar Albanii zdobył klub Partizani Tirana, który w finale pokonał zespół Tirana. Najlepszym zawodnikiem (MVP) finału został wybrany Osman Qepa.

## System rozgrywek
Rozgrywki o Puchar Albanii w sezonie 2024/2025 składały się z fazy grupowej, półfinałów i finału.
W fazie grupowej drużyny zostały podzielone na dwie grupy (A i B) za pomocą systemu serpentyny na podstawie tabeli I rundy fazy zasadniczej Superligi.
| Grupa A                                                                          | Grupa B                        |
| -------------------------------------------------------------------------------- | ------------------------------ |
| Partizani Tirana (1. miejsce)                                                    | Skënderbeu Korcza (2. miejsce) |
| Studenti Tirana (4. miejsce)                                                     | Tirana (3. miejsce)            |
| Teuta Durrës (5. miejsce)                                                        | Vllaznia Szkodra (6. miejsce)  |
|                                                                                  | Elbasani (7. miejsce)          |
| W nawiasach podane jest miejsce po I rundzie fazy zasadniczej Superligi. Źródło: |                                |

W obu grupach zespoły rozegrały ze sobą po dwa mecze systemem kołowym (mecz u siebie i rewanż na wyjeździe). Po dwie najlepsze drużyny z obu grup awansowały do półfinałów.
Półfinałowe pary powstały zgodnie z poniższym kluczem:
- para 1: A1 – B2;
- para 2: B1 – A2.

Rywalizacja w parach toczyła się w formule dwumeczów. O awansie decydowała liczba zdobytych punktów. Za zwycięstwo 3:0 lub 3:1 drużyna otrzymywała 3 punkty, za zwycięstwo 3:2 – 2 punkty, za porażkę 2:3 – 1 punkt, natomiast za porażkę 1:3 lub 0:3 – 0 punktów. Jeżeli po rozegraniu dwumeczu obie drużyny miały taką samą liczbę punktów, rozgrywano złoty set do 15 punktów z konieczną przewagą dwóch punktów. Gospodarzem pierwszego meczu w parze był zespół, który zajął 2. miejsce w grupie.
Zwycięzcy półfinałów rozegrali mecz finałowy o Puchar Albanii w miejscu wyznaczonym przez FSHV.

## Drużyny uczestniczące
W Pucharze Albanii w sezonie 2024/2025 uczestniczyło 7 drużyn grających w Superlidze.
| Superliga (7 drużyn) | Superliga (7 drużyn) |
| -------------------- | -------------------- |
| Elbasani             | faza grupowa         |
| Partizani Tirana     | zwycięstwo           |
| Skënderbeu Korcza    | półfinał             |
| Studenti Tirana      | półfinał             |
| Teuta Durrës         | faza grupowa         |
| Tirana               | finał                |
| Vllaznia Szkodra     | faza grupowa         |

## Rozgrywki
Godziny podane są według strefy czasowej UTC+1.

### Faza grupowa

#### Grupa A
Tabela
| Lp. | Drużyna          | Pkt | Mecze | Mecze   | Mecze   | Sety | Sety | Sety  | Małe punkty | Małe punkty | Małe punkty |
| Lp. | Drużyna          | Pkt | M     | W (3:2) | P (2:3) | wyg. | prz. | ratio | zdob.       | str.        | ratio       |
| --- | ---------------- | --- | ----- | ------- | ------- | ---- | ---- | ----- | ----------- | ----------- | ----------- |
| 1   | Partizani Tirana | 12  | 4     | 4 (0)   | 0 (0)   | 12   | 0    | MAX   | 302         | 205         | 1.473       |
| 2   | Studenti Tirana  | 4   | 4     | 1 (0)   | 3 (1)   | 5    | 10   | 0.500 | 306         | 364         | 0.841       |
| 3   | Teuta Durrës     | 2   | 4     | 1 (1)   | 3 (0)   | 4    | 11   | 0.364 | 313         | 352         | 0.889       |

Źródło: 
Punktacja: 3:0 i 3:1 – 3 pkt; 3:2 – 2 pkt; 2:3 – 1 pkt; 1:3 i 0:3 – 0 pkt
Zasady ustalania kolejności: 1. liczba punktów; 2. liczba zwycięstw; 3. stosunek setów; 4. stosunek małych punktów; 5. bilans w bezpośrednich meczach
Wyniki spotkań

| 2 listopada 2024 19:00 Źródło: | Studenti Tirana | 3:1 (20:25, 25:23, 25:23, 25:21) | Teuta Durrës | Pallati i sportit „Asllan Rusi”, Tirana Sędzia: Enri Zenullari i Edison Kurti |

| 8 listopada 2024 18:00 Źródło: | Partizani Tirana | 3:0 (25:18, 25:17, 25:20) | Studenti Tirana | Pallati i sportit „Asllan Rusi”, Tirana Sędzia: Konalsi Gjoka i Igli Feshti |

| 15 listopada 2024 17:00 Źródło: | Teuta Durrës | 0:3 (16:25, 16:25, 12:25) | Partizani Tirana | Pallati i sportit „Ramazan Njala”, Durrës Widzów: 70 Sędzia: Ergi Papamihali i Ardit Nurja |

| 30 listopada 2024 18:00 Źródło: | Teuta Durrës | 3:2 (32:34, 25:27, 25:17, 25:18, 15:9) | Studenti Tirana | Pallati i sportit „Ramazan Njala”, Durrës Widzów: 40 Sędzia: Tedi Zguri i Roland Mujo |

| 18 stycznia 2025 19:00 Źródło: | Studenti Tirana | 0:3 (15:25, 21:25, 15:25) | Partizani Tirana | Pallati i sportit „Asllan Rusi”, Tirana Sędzia: Tedi Zguri i Kastriot Tota |

| 21 stycznia 2025 17:00 Źródło: | Partizani Tirana | 3:0 (25:14, 25:16, 27:25) | Teuta Durrës | Pallati i sportit „Asllan Rusi”, Tirana Sędzia: Roland Mujo i Tedi Zguri |

#### Grupa B
Tabela
| Lp. | Drużyna           | Pkt | Mecze | Mecze   | Mecze   | Sety | Sety | Sety  | Małe punkty | Małe punkty | Małe punkty |
| Lp. | Drużyna           | Pkt | M     | W (3:2) | P (2:3) | wyg. | prz. | ratio | zdob.       | str.        | ratio       |
| --- | ----------------- | --- | ----- | ------- | ------- | ---- | ---- | ----- | ----------- | ----------- | ----------- |
| 1   | Tirana            | 14  | 6     | 5 (1)   | 1 (0)   | 15   | 6    | 2.500 | 494         | 441         | 1.120       |
| 2   | Skënderbeu Korcza | 14  | 6     | 4 (0)   | 2 (2)   | 16   | 7    | 2.286 | 533         | 460         | 1.159       |
| 3   | Vllaznia Szkodra  | 8   | 6     | 3 (1)   | 3 (0)   | 10   | 12   | 0.833 | 479         | 495         | 0.968       |
| 4   | Elbasani          | 0   | 6     | 0 (0)   | 6 (0)   | 2    | 18   | 0.111 | 382         | 492         | 0.776       |

Źródło: 
Punktacja: 3:0 i 3:1 – 3 pkt; 3:2 – 2 pkt; 2:3 – 1 pkt; 1:3 i 0:3 – 0 pkt
Zasady ustalania kolejności: 1. liczba punktów; 2. liczba zwycięstw; 3. stosunek setów; 4. stosunek małych punktów; 5. bilans w bezpośrednich meczach
Wyniki spotkań

| 1 listopada 2024 17:30 Źródło: | Tirana | 3:1 (25:21, 25:12, 24:26, 25:14) | Vllaznia Szkodra | Pallati i sportit „Farie Hoti”, Tirana Sędzia: Enea Dusha i Tedi Zguri |

| 2 listopada 2024 15:00 Źródło: | Skënderbeu Korcza | 3:0 (25:11, 25:17, 25:19) | Elbasani | Pallati i sportit „Tamara Nikolla”, Korcza Widzów: 200 Sędzia: Tedi Zguri i Caush Kojku |

| 9 listopada 2024 15:00 Źródło: | Skënderbeu Korcza | 3:0 (25:20, 25:17, 25:21) | Tirana | Pallati i sportit „Tamara Nikolla”, Korcza Widzów: 300 Sędzia: Enri Zenullari i Anxhelo Brokaj |

| 9 listopada 2024 16:00 Źródło: | Elbasani | 1:3 (11:25, 19:25, 25:17, 24:26) | Vllaznia Szkodra | Pallati i sportit „Tomorr Sinani”, Elbasan Sędzia: Tedi Zguri i Ergi Papamihali |

| 15 listopada 2024 13:00 Źródło: | Vllaznia Szkodra | 3:2 (25:23, 25:18, 25:27, 22:25, 15:11) | Skënderbeu Korcza | Pallati i sportit „Qazim Dërvishi”, Szkodra Widzów: 132 Sędzia: Enri Zenullari i Edison Kurti |

| 16 listopada 2024 18:00 Źródło: | Tirana | 3:0 (25:22, 25:18, 25:20) | Elbasani | Pallati i sportit „Farie Hoti”, Tirana Sędzia: Endri Zguri i Tedi Zguri |

| 29 listopada 2024 18:00 Źródło: | Vllaznia Szkodra | 0:3 (17:25, 20:25, 28:30) | Tirana | Pallati i sportit „Qazim Dërvishi”, Szkodra Widzów: 50 Sędzia: Tedi Zguri i Roland Mujo |

| 30 listopada 2024 16:00 Źródło: | Elbasani | 1:3 (12:25, 26:24, 17:25, 20:25) | Skënderbeu Korcza | Pallati i sportit „Tomorr Sinani”, Elbasan Sędzia: Caush Kojku i Edison Kurti |

| 17 stycznia 2025 17:30 Źródło: | Tirana | 3:2 (25:22, 18:25, 25:21, 24:26, 15:11) | Skënderbeu Korcza | Pallati i sportit „Farie Hoti”, Tirana Sędzia: Tedi Zguri i Enri Zenullari |

| 17 stycznia 2025 18:00 Źródło: | Vllaznia Szkodra | 3:0 (25:20, 25:20, 25:18) | Elbasani | Pallati i sportit „Qazim Dërvishi”, Szkodra Widzów: 234 Sędzia: Roland Mujo i Eduart Preka |

| 21 stycznia 2025 13:00 Źródło: | Skënderbeu Korcza | 3:0 (25:22, 25:16, 25:23) | Vllaznia Szkodra | Pallati i sportit „Tamara Nikolla”, Korcza Widzów: 200 Sędzia: Edison Kurti i Ardit Nurja |

| 21 stycznia 2025 18:00 Źródło: | Elbasani | 0:3 (18:25, 23:25, 22:25) | Tirana | Pallati i sportit „Tomorr Sinani”, Elbasan Sędzia: Enea Dusha i Kastriot Tota |

### Półfinały
| 18 lutego 2025 17:00 Źródło: | Skënderbeu Korcza | 0:3 (12:25, 18:25, 19:25) | Partizani Tirana | Pallati i sportit „Tamara Nikolla”, Korcza Widzów: 250 Sędzia: Edison Kurti i Ardit Nurja |

| 25 lutego 2025 18:00 Źródło: | Partizani Tirana | 3:0 (25:22, 25:16, 25:22) | Skënderbeu Korcza | Pallati i sportit „Asllan Rusi”, Tirana Sędzia: Enea Dusha i Kastriot Tota |

| Wynik dwumeczu | Partizani Tirana | 6:0 | Skënderbeu Korcza |  |

| 18 lutego 2025 20:00 Źródło: | Studenti Tirana | 0:3 (23:25, 22:25, 15:25) | Tirana | Pallati i sportit „Asllan Rusi”, Tirana Sędzia: Tedi Zguri i Enri Zenullari |

| 25 lutego 2025 19:00 Źródło: | Tirana | 3:0 (25:19, 25:23, 25:21) | Studenti Tirana | Pallati i sportit „Farie Hoti”, Tirana Sędzia: Tedi Zguri i Enri Zenullari |

| Wynik dwumeczu | Tirana | 6:0 | Studenti Tirana |  |

### Finał
| 15 marca 2025 16:00 Źródło: | Partizani Tirana | 3:0 (25:19, 25:18, 25:23) | Tirana | Pallati i sportit „Tamara Nikolla”, Korcza Widzów: 200 Sędzia: Endri Zguri i Anxhelo Brokaj |